# Abuelas, una película sobre (y con) Abuelas de Plaza de Mayo
Abuelas, una película sobre (y con) Abuelas de Plaza de Mayo és una pel·lícula documental argentina dirigida, escrita i produïda per Cristian Arriaga.
La cinta va ser nominada a millor cançó original pel tema Abuela escrita per Cristian Arriaga en la 71a edició dels Premis Cóndor de Plata.

## Argument
Abuelas, una película sobre (y con) Abuelas de Plaza de Mayo intenta mostrar les peripècies d'un grup de dones que buscaven als seus nets segrestats i desapareguts durant la dictadura argentina, que mai van conèixer i als quals van buscar durant més de 40 anys malgrat els obstacles de les autoritats civils i militars. A la pel·lícula, les àvies de la Plaza de Mayo conten les seves històries en primera persona, remarquen que elles només eren dones que van patir una dissort extraordinàriament terrible que va canviar les seves vides per sempre, la mort i desaparició dels seus fills. Durant quaranta anys han treballat i treballen diàriament per tal de retrobar els nets segrestats i adoptats il·legalment per altres pares per tal que puguin tornar amb la seva veritable família.

## Aparicions
- Ángela Barili
- Ledda Barreiro
- Estela de Carlotto
- Emilce Flores
- Delia Giovanola
- Aída Kancepolski
- Buscarita Roa
- Rosa Tarlovsky de Roisinblit
- Berta Schubaroff
- Sonia Torres

## Premios i nominacions
| Premi                  | Data               | Categoria             | Nominat | Resultat | Ref.  |
| ---------------------- | ------------------ | --------------------- | ------- | -------- | ----- |
| Premis Cóndor de Plata | 22 de maig de 2023 | Millor cançó original | Abuela  | Nominat  | [ 3 ] |